# Kitkajoki
Kitkajoki ist ein Fluss in der Region Kuusamo in Finnland. 
Er entwässert das Seensystem Kitkajärvi. Er verlässt den See Ala-Kitka an dessen Nordufer.
Anschließend durchfließt er eine Reihe kleinerer Seen in östlicher Richtung.
Danach durchfließt er den Nationalpark Oulanka und mündet wenige Kilometer vor der russischen Grenze in den Oulankajoki.
Innerhalb der Nationalparkgrenzen weist der Fluss mehrere Stromschnellen und Wasserfälle auf, darunter Myllykoski und Jyrävä. 
Der Fluss gilt als ideales Angelgewässer für Forellen.